# Herpestomus crassicornis
Herpestomus crassicornis là một loài tò vò trong họ Ichneumonidae.